# Superior International Junior Hockey League
Superior International Junior Hockey League, SIJHL, är en nordamerikansk juniorishockeyliga som är baserat i den amerikanska delstaten Minnesota och den kanadensiska provinsen Ontario. Den är för manliga ishockeyspelare som är mellan 16 och 20 år gamla. Ligan är sanktionerad av både Hockey Canada och Hockey Northwestern Ontario.
SIJHL grundades 2001.

## Lagen

### Nuvarande
Källa: 
| - Dryden Ice Dogs - Fort Frances Lakers - Minnesota Iron Rangers | - Red Lake Miners - Thief River Falls Norskies - Thunder Bay North Stars |

### Tidigare
| - Borderland Thunder - Duluth Clydesdales - Fort Frances Borderland Thunder - Fort William North Stars - Iron Range Yellow Jackets - Marathon Renegades - Minnesota Wilderness - Minot State University-Bottineau Lumberjacks | - Northwest Wisconsin Knights - Schreiber Diesels - Sioux Lookout Flyers - Thunder Bay Bearcats - Thunder Bay Bulldogs - Thunder Bay Wolverines - Wisconsin Wilderness |

## Mästare
Samtliga lag som har vunnit Bill Salonen Cup som ges ut till det vinnande laget av SIJHL:s slutspel.
| - 2001–2002: Dryden Ice Dogs - 2002–2003: Fort Frances Borderland Thunder - 2003–2004: Fort William North Stars - 2004–2005: Fort William North Stars - 2005–2006: Fort William North Stars - 2006–2007: Schreiber Diesels - 2007–2008: Dryden Ice Dogs - 2008–2009: Fort William North Stars - 2009–2010: Fort William North Stars | - 2010–2011: Wisconsin Wilderness - 2011–2012: Wisconsin Wilderness - 2012–2013: Minnesota Wilderness - 2013–2014: Fort Frances Lakers - 2014–2015: Fort Frances Lakers - 2015–2016: Fort Frances Lakers - 2016–2017: Dryden Ice Dogs - 2017–2018: Dryden Ice Dogs |

## Spelare

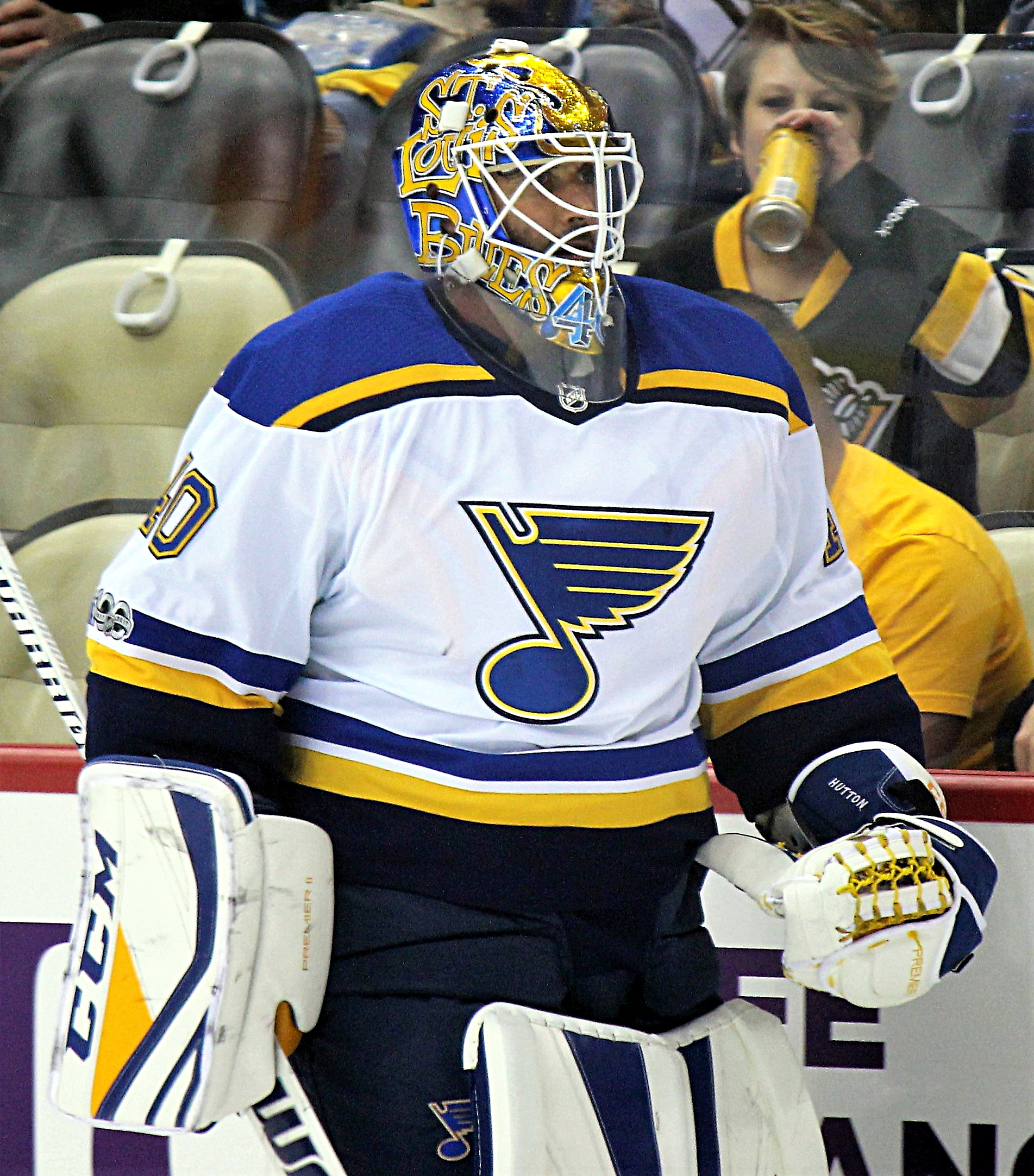
Carter Hutton.

Ett urval av ishockeyspelare som har spelat en del av sina ungdomsår i SIJHL.
| Målvakter - Carter Hutton | Backar - Robert Bortuzzo | Forwards |